# Fernando Vaz Ventura
Fernando Vaz Ventura (Barreiro, Barreiro, 7 de Janeiro de 1961) é um magistrado português, antigo Juiz Conselheiro do Tribunal Constitucional..

## Carreira
Licenciado em Direito pela Faculdade de Direito da Universidade de Lisboa em 1984, Fernando Vaz Ventura fez carreira na Magistratura Judicial, iniciando funções em 1988.
Foi nomeado Juiz de Direito em 1988, tendo desempenhado funções no Tribunal Judicial de Setúbal (1988-1989), no Tribunal Judicial de Santa Cruz da Graciosa (1989), no Tribunal Judicial de Elvas (1989-1990), no Tribunal Judicial de Fornos de Algodres (1990-1991), no Tribunal de Instrução Criminal de Lisboa (1991-1995), no Tribunal Criminal de Lisboa (1995-2007) e, como auxiliar, no Tribunal da Relação de Coimbra (2007-2009).
Foi nomeado Juiz-Desembargador em 2009, tendo desempenhado funções no Tribunal da Relação de Guimarães (2009-2011) e no Tribunal da Relação de Lisboa (2011-2012).

## Tribunal Constitucional
Em 29 de Junho de 2012 Fernando Vaz Ventura foi eleito Juiz Conselheiro do Tribunal Constitucional pela Assembleia da República por maioria qualificada (superior a 2/3 dos votos), conforme previsto pela Constituição.
Em 12 de Julho de 2012, no Palácio de Belém, foi-lhe conferida pelo Presidente da República Aníbal Cavaco Silva a posse como Juiz Conselheiro do Tribunal Constitucional para um mandato de 9 anos, que cessou em 12 de outubro de 2021.